# Blon D'hin
Bruno François Fieremans dit Georges Blon D'hin ou Blon D'hin, né à Molenbeek-Saint-Jean (Belgique) le 8 mai 1874 et mort subitement dans la gare de Clermont-Ferrand le 28 juin 1951, est un chanteur de café-concert et directeur de salles français d'origine belge.

## Biographie

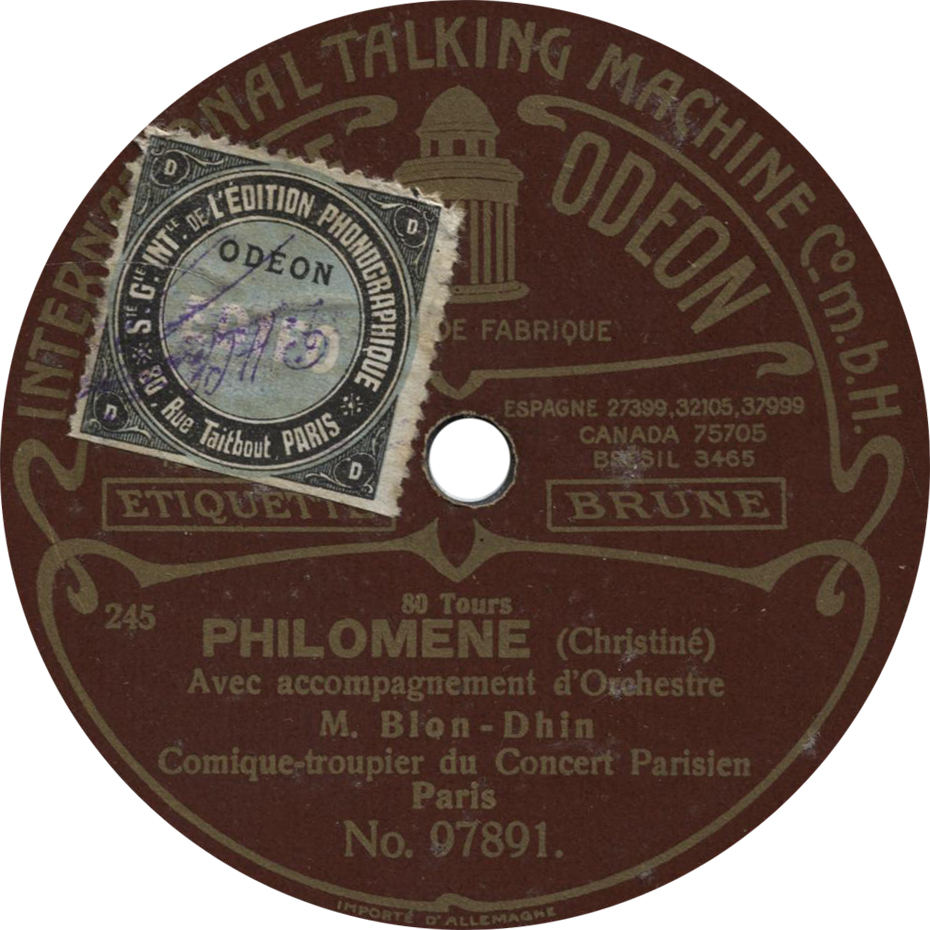
Enregistrement de 1910

Il commence sa carrière en 1900 comme comique troupier, puis enchaîne diverses revues à Paris et en province accompagné par d'autres artistes belges comme Mars Moncey, Miller, mais aussi français Spinelly, Serjius. Bien que sa carrière s'étende jusqu'aux années 1930, Blon D'hin sera toute sa vie durant un mutualiste d'envergure. Il sera entre autres fondateur de la Journée des artistes, du Sabot de Noël au profit des enfants des artistes.
En 1909, lors de la direction de la maison de retraite de Ris-Orangis par Dranem, il est le trésorier de l'association. Il est également le fondateur de la mutuelle des artistes lyriques et dramatiques, bien avant la création des "assurances sociales" devenues après la seconde guerre mondiale la sécurité sociale.
Il fut également coauteur, chroniqueur et directeur de salles à plusieurs reprises : La fourmi boulevard Barbès de 1919 à 1934, Le concert Brunin boulevard Diderot de 1925 à 1933, mais aussi Printania avenue de Clichy. Autre événement important, il succède à Dranem à la mort de ce dernier en 1935 comme directeur de la maison de retraite des artistes lyriques de Ris-Orangis jusqu'à son propre décès le 28 juin 1951.

## Distinctions
- Chevalier de la Légion d'Honneur[réf. nécessaire]
- Grand cordon du Mérite civique
- Médaille d'or de la Mutualité

## Sources
1. ↑  Annuaire de la Société des auteurs et compositeurs dramatiques, 1921 (lire en ligne), p. 581
2. ↑  « La tournée des théâtres de quartier », La rampe,‎ 1915 (lire en ligne)
3. ↑  « Inauguration », Cyrano,‎ 1924 (lire en ligne)